# روبرت أندرسون (ضابط)
روبرت أندرسون (بالإنجليزية: Robert Anderson)‏ هو ضابط أمريكي، ولد في 14 يونيو 1805 في لويفيل في الولايات المتحدة، وتوفي في 26 أكتوبر 1871 في نيس في فرنسا.